# Tillandsia 'Hilda Arriza'
Tillandsia 'Hilda Arriza' es un  cultivar híbrido del género Tillandsia perteneciente a la familia  Bromeliaceae.
Es un híbrido creado en el año 1973 con las especies Tillandsia concolor × Tillandsia ionantha